# Kari Kåring
Kari Kåring (Lillehammer, Noruega 1948) és una patinadora de velocitat sobre gel noruega, ja retirada.

## Biografia
Va néixer el 3 de desembre de 1948 a la ciutat de Lillehammer, població situada al comtat d'Oppland.

## Carrera esportiva
Va participar en els Jocs Olímpics d'Hivern de 1968 realitzats a Grenoble (França), on finalitzà catorzena en la prova dels 1.500 metres i dissetena en els 3.000 metres.
A l'abandonar la pràctica de l'esport es convertí en jutge esportiu, realitzant el Jurament Olímpic per part dels jutges durant la cerimònia d'obertura dels Jocs Olímpics d'Hivern de 1994 realitzades a la seva ciutat natal.